# أندرو لياو
أندرو لياو هو قاضي صلح ‏ وسياسي صيني، ولد في عقد 1950. انتخب عضو اللجنة الوطنية لجمهورية الصين الشعبية ‏ خلال فترته النيابية ‏.